# Oakland (hrabstwo Jefferson)
Oakland – miasto w Stanach Zjednoczonych, w stanie Wisconsin, w hrabstwie Jefferson.